# Samo muzika
Samo muzika je debitantski in edini solo studijski album Petra Ugrina. Album je bil posnet leta 1979 v studiu 14 RTV Ljubljana in je izšel 2. junija 1979 pri založbi ZKP RTV Ljubljana.

## Sprejem
V retrospektivni recenziji, je Joško Senčar album zelo pohvalil: »Praktično vse skladbe, bi lahko mirno konkurirale tudi danes kot povsem svež material za katerokoli kompilacijo plesne ali jazz glasbe. Izjemna ritem sekcija z mojstrsko komponiranimi skladbami in vešče izpiljenimi aranžmaji v izvedbi najboljših solistov nam razkaže vse razkošje zlatih časov slovenske popularne godbe. Jazz in zabavna glasba takrat nista bila v takšnem razkoraku kot sta danes." Na koncu je še dodal: "Z gotovostjo lahko zatrdimo, da gre za ploščo, kakršne slovenski glasbeni prostor danes ne premore več.«

## Seznam skladb
| A stran | A stran                        | A stran |
| Št.     | Naslov                         | Dolžina |
| ------- | ------------------------------ | ------- |
| 1.      | „Nekje na robu‟ (Jože Privšek) | 6:35    |
| 2.      | „Emina‟ (tradicionalna)        | 6:52    |
| 3.      | „Pejsaž‟ (Jože Privšek)        | 6:10    |

| B stran | B stran                                  | B stran |
| Št.     | Naslov                                   | Dolžina |
| ------- | ---------------------------------------- | ------- |
| 1.      | „Vrelo kamenje‟ (Jože Privšek)           | 6:06    |
| 2.      | „Bezeho‟ (Jože Privšek)                  | 4:23    |
| 3.      | „Silhueta nekdanjosti‟ (Jože Privšek)    | 3:55    |
| 4.      | „Samo muzika‟ (Jože Privšek/Arsen Dedić) | 4:58    |

## Zasedba
- Petar Ugrin – trobenta, krilnica, el. violina, tamburin, zvonovi, kabasa, vokal
- Jernej Podboj – sopran sax, tenor sax, klarinet
- Silvo Štingl – klavir, klaviature
- Slobodan Marković – klaviature
- Milan Ferlež – kitara
- Karel Novak – bas kitara
- Ratko Divjak – bobni
- Braco Doblekar – konge
- Pavel Grašič – trobenta
- Marko Misjak – trobenta
- Aleš Strajnar – slide kitara
- Jože Pogačnik – flavta
- Božo Rogelja – oboa
- Marko Lednik – klarinet
- Zoran Komac – bas klarinet
- Oto Pestner – spremljevalni vokal
- Jože Privšek – dirigent